# 東海ステークス
東海ステークス（とうかいステークス）は、日本中央競馬会（JRA）が中京競馬場で施行する中央競馬の重賞競走（GIII）である。2024年までは東海テレビ放送が寄贈賞を提供しており、競馬番組表上の名称は「東海テレビ杯 東海ステークス（とうかいテレビはい とうかいステークス）」と表記されていた。
正賞は地方競馬全国協会理事長賞。

## 概要

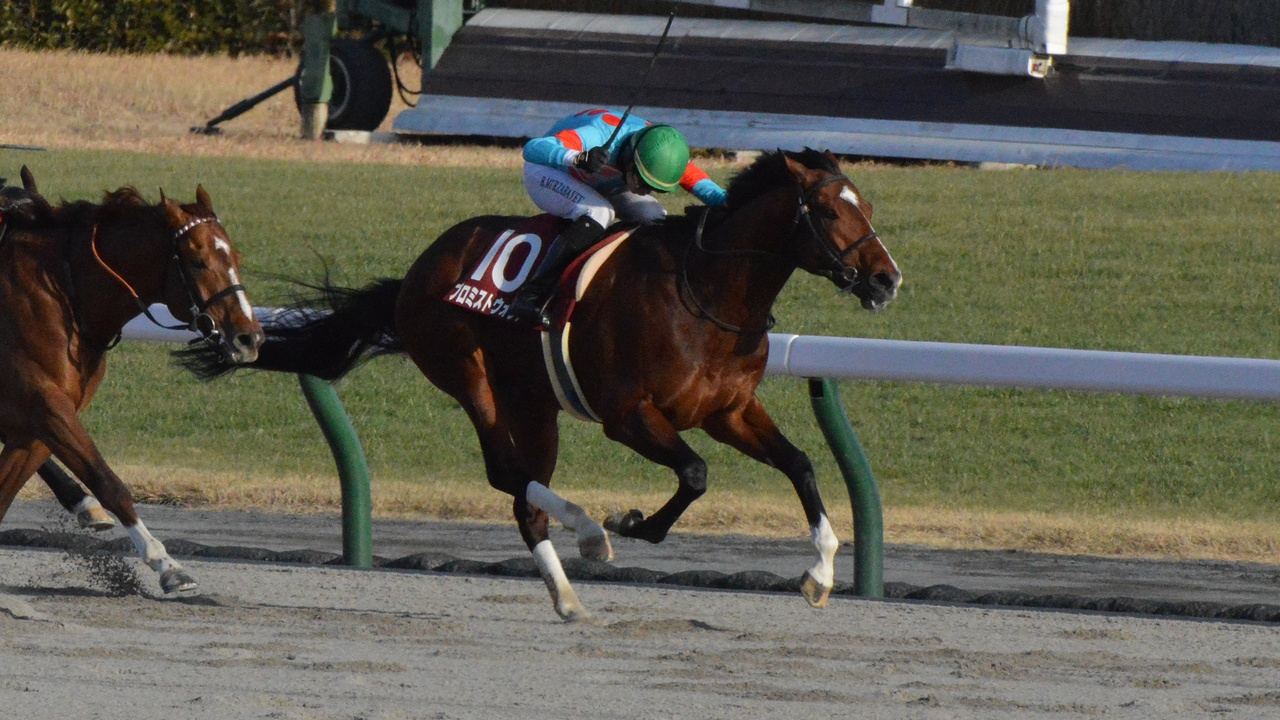
第40回東海ステークス
優勝馬：プロミストウォリア
（鞍上：バウルジャン・ムルザバエフ)

1984年に創設された4歳（現3歳）以上の馬による重賞競走「ウインターステークス（GIII）」が本競走の前身。1997年にGIIへ格上げされる際に、それまでGII金鯱賞に掛けられていた東海テレビの寄贈賞が本レースに振り替えられて「東海テレビ杯 東海ウインターステークス（とうかいテレビはい とうかいウインターステークス）」と改称。2000年には当時ダートのオープン特別として夏季→春季に行われていた「東海ステークス」と統合され、施行時期を5月に移行のうえ名称も現名称となった（ただし、2012年のみ「東海テレビ杯」がプロキオンステークスに移動したため、単に「東海ステークス」の名称で行われた）。2013年に年間を通じたダート路線におけるローテーションが見直された際、1月開催に変更された。

なお、本競走名に付く「東海」の意味については、東海地方を意味する、また東海道から取られた、あるいは古代中国から伝わった賀詞の一節から取ったなど、諸説ある。
施行距離は創設当初ダート2200mだったが、1990年にはダート2300mに延長（小倉競馬場で行われた1999年はダート2400mで行われていた）。京都競馬場で行われた2010年 - 2012年はダート1900mで行われ、2013年からはダート1800mに変更された。これにより「フェブラリーステークス」へ向けたステップレースとしての性格が強まり、2014年から2024年までは本競走の1着馬にフェブラリーステークスの優先出走権が付与されるようになった。しかし2025年より開催時期を7月に移行し、格付けもGIIIに、距離もそれぞれダート1400mに変更される（実際は2023年まで中京競馬場同距離で行われたプロキオンステークスとの入れ替えである）。そのため、秋の地方競馬・JRA交流ダート重賞の短距離戦であるサマーチャンピオン（佐賀競馬場）・東京盃（大井競馬場）・JBCスプリント（地方競馬の持ち回り開催）の前哨戦へ位置付けられる形となった。
外国産馬は1989年から、地方競馬所属馬は1996年からそれぞれ出走可能になったほか、2006年からは外国馬も出走可能な国際競走となった。
前述の通り、1997年から2024年までは中央競馬で行われるダートグレード競走の中で、唯一のGII格付けであった。

### 競走条件
以下の内容は、2025年のもの。
出走資格：サラ系3歳以上 除未勝利馬及び未出走馬
- JRA所属馬
- 地方競馬所属馬（4頭まで）
- 外国調教馬（優先出走）

負担重量：別定
- 3歳54kg、4歳以上57kg、牝馬2kg減
  - 2024年7月20日以降のGI競走（牝馬限定競走を除く）1着馬3kg増、牝馬限定GI競走またはGII競走（牝馬限定競走を除く）1着馬2kg増、牝馬限定GII競走またはGIII競走（牝馬限定競走を除く）1着馬1kg増
  - 2024年7月19日以前のGI競走（牝馬限定競走を除く）1着馬1kg増（2歳時の成績を除く）、牝馬限定GI競走またはGII競走（牝馬限定競走を除く）1着馬1kg増

### 賞金
2025年の1着賞金は3800万円で、以下2着1500万円、3着950万円、4着570万円、5着380万円。

## 歴史
- 1984年 - 4歳以上の馬による重賞競走（GIII[注 1]）として「ウインターステークス」の名称で創設、中京競馬場のダート2200mで施行[6]。
- 1985年 - 全国指定交流競走に指定。
- 1987年 - 施行日を愛知杯と交換。
- 1989年 - 混合競走に指定され、外国産馬が出走可能になる[8]。
- 1996年 - 特別指定交流競走に指定され、地方競馬所属馬が2頭まで出走可能となる[8]。
- 1997年
  - 地方競馬所属馬の出走枠が5頭に拡大[8]。
  - GII[注 1]に昇格[6]。
  - ダート競走格付け委員会によりダートグレード競走に指定、統一GIIに格付けされる。
  - 名称を「東海テレビ杯 東海ウインターステークス」に変更[6]
- 1999年 - この年に限り小倉競馬場のダート2400mで施行。
- 2000年 - 名称を「東海テレビ杯 東海ステークス」に変更[6]。
- 2001年 - 馬齢表示の国際基準への変更に伴い、競走条件を「3歳以上」に変更[8]。
- 2006年
  - 国際競走に変更され、外国調教馬は4頭まで出走可能となる[9]。
  - 地方競馬所属馬の出走枠を4頭に変更[9]。
- 2007年 - 日本のパートI国昇格に伴い、外国調教馬の出走枠が8頭に拡大[10]。
- 2010年 - 中京競馬場の改修のため、この年から2012年までは京都競馬場1900mに条件を変更して施行。
- 2012年 - 競走条件を「4歳以上」に変更[6]。
- 2013年 - 平安ステークスと時期を入れ替え、同時に中京競馬場での施行に戻る（距離は1800mに短縮）。
- 2014年 - この年から本競走の1着馬にフェブラリーステークスへの優先出走権を付与[6]。
- 2020年 - 京都競馬場整備工事に伴う開催日割の変更のため京都競馬場で施行[11]。
- 2021年 - 新型コロナウイルス感染拡大防止のため「無観客競馬」として実施[12]。
- 2024年 - 阪神競馬場スタンドリフレッシュ工事に伴う開催日割の変更のため京都競馬場で施行[13]。
- 2025年
  - グレード格付けをGIIIに降格。
  - 施行時期を7月に変更の上、出走条件を3歳以上、施行距離をダート1400mにそれぞれ変更（実質はプロキオンステークスとの条件変更となる）[14]。
  - 正賞の東海テレビ杯が外れ、金鯱賞へ移動する[14]。
  - 暑熱対策による最終競走の発走時刻を18時15分に設定したことに伴い、競走番号が第11競走から第7競走に変更。

### 歴代優勝馬
距離はすべてダートコース。
優勝馬の馬齢は、2000年以前も現行表記に揃えている。
競走名は第13回まで「ウインターステークス」、第14回から第16回は「東海ウインターステークス」、第17回以降は「東海ステークス」。
| 回数   | 施行日         | 競馬場 | 距離  | 優勝馬             | 性齢 | 所属   | タイム | 優勝騎手       | 管理調教師 | 馬主                     |
| ------ | -------------- | ------ | ----- | ------------------ | ---- | ------ | ------ | -------------- | ---------- | ------------------------ |
| 第1回  | 1984年12月9日  | 中京   | 2200m | アンドレアモン     | 牡5  | JRA    | 2:18.1 | 吉永正人       | 松山康久   | （株）アモン             |
| 第2回  | 1985年12月8日  | 中京   | 2200m | チェリーフット     | 牡3  | JRA    | 2:19.1 | 中島敏文       | 藤本晋     | 岡本照三                 |
| 第3回  | 1986年12月7日  | 中京   | 2200m | ライフタテヤマ     | 牡4  | JRA    | 2:19.7 | 猿橋重利       | 安田伊佐夫 | 辻幸雄                   |
| 第4回  | 1987年12月6日  | 中京   | 2200m | クラウンエクシード | 騸6  | JRA    | 2:19.9 | 秋山忠一       | 小林稔     | 名古屋友豊（株）         |
| 第5回  | 1988年12月4日  | 中京   | 2200m | ソダカザン         | 牡4  | JRA    | 2:19.6 | 横山典弘       | 石栗龍雄   | 曽田正雄                 |
| 第6回  | 1989年12月3日  | 中京   | 2200m | マルブツスピーリア | 牡3  | JRA    | 2:21.2 | 加用正         | 瀬戸口勉   | 大沢毅                   |
| 第7回  | 1990年12月16日 | 中京   | 2300m | ナリタハヤブサ     | 牡3  | JRA    | 2:25.3 | 横山典弘       | 中尾謙太郎 | 山路秀則                 |
| 第8回  | 1991年12月15日 | 中京   | 2300m | ナリタハヤブサ     | 牡4  | JRA    | 2:24.5 | 熊沢重文       | 中尾謙太郎 | 山路秀則                 |
| 第9回  | 1992年12月20日 | 中京   | 2300m | チェリーコウマン   | 牝3  | JRA    | 2:25.9 | 菊沢隆仁       | 工藤嘉見   | （有）弘馬               |
| 第10回 | 1993年12月18日 | 中京   | 2300m | ローリエアンドレ   | 牡4  | JRA    | 2:27.5 | 藤田伸二       | 境直行     | 山本精一                 |
| 第11回 | 1994年12月17日 | 中京   | 2300m | ライブリマウント   | 牡3  | JRA    | 2:27.1 | 石橋守         | 柴田不二男 | 加藤哲郎                 |
| 第12回 | 1995年12月16日 | 中京   | 2300m | キョウトシチー     | 牡4  | JRA    | 2:31.8 | 松永幹夫       | 中尾謙太郎 | （株）友駿ホースクラブ   |
| 第13回 | 1996年12月14日 | 中京   | 2300m | トーヨーシアトル   | 牡3  | JRA    | 2:24.9 | 松永昌博       | 松永善晴   | （有）トーヨークラブ     |
| 第14回 | 1997年11月30日 | 中京   | 2300m | アブクマポーロ     | 牡5  | 船橋   | 2:24.8 | 石崎隆之       | 出川克己   | 鑓水秋則                 |
| 第15回 | 1998年12月6日  | 中京   | 2300m | マチカネワラウカド | 牡4  | JRA    | 2:25.6 | 石橋守         | 高橋隆     | 細川益男                 |
| 第16回 | 1999年12月5日  | 小倉   | 2400m | マイターン         | 牡4  | JRA    | 2:33.6 | 橋本美純       | 宮徹       | 下井道博                 |
| 第17回 | 2000年5月21日  | 中京   | 2300m | ファストフレンド   | 牝6  | JRA    | 2:24.2 | 蛯名正義       | 高市圭二   | 竹﨑大晃                 |
| 第18回 | 2001年5月20日  | 中京   | 2300m | ハギノハイグレイド | 牡5  | JRA    | 2:23.4 | 池添謙一       | 松田国英   | 日隈良江                 |
| 第19回 | 2002年5月19日  | 中京   | 2300m | ハギノハイグレイド | 牡6  | JRA    | 2:22.3 | 福永祐一       | 松田国英   | 日隈良江                 |
| 第20回 | 2003年5月25日  | 中京   | 2300m | ゴールドプルーフ   | 牡8  | 名古屋 | 2:26.5 | 丸野勝虎       | 今津勝之   | 近藤正道                 |
| 第21回 | 2004年5月23日  | 中京   | 2300m | アンドゥオール     | 牡5  | JRA    | 2:23.7 | 松永幹夫       | 長浜博之   | （有）社台レースホース   |
| 第22回 | 2005年5月22日  | 中京   | 2300m | サカラート         | 牡5  | JRA    | 2:22.6 | 秋山真一郎     | 石坂正     | （有）サンデーレーシング |
| 第23回 | 2006年5月21日  | 中京   | 2300m | ハードクリスタル   | 牡6  | JRA    | 2:23.6 | 藤岡佑介       | 作田誠二   | 芹澤精一                 |
| 第24回 | 2007年5月20日  | 中京   | 2300m | メイショウトウコン | 牡5  | JRA    | 2:26.8 | 武幸四郎       | 安田伊佐夫 | 松本好雄                 |
| 第25回 | 2008年5月25日  | 中京   | 2300m | ヤマトマリオン     | 牝5  | JRA    | 2:24.0 | 小林徹弥       | 安達昭夫   | 坂東まさ子               |
| 第26回 | 2009年5月24日  | 中京   | 2300m | ワンダースピード   | 牡7  | JRA    | 2:23.7 | 小牧太         | 羽月友彦   | 山本信行                 |
| 第27回 | 2010年5月23日  | 京都   | 1900m | シルクメビウス     | 牡4  | JRA    | 1:55.4 | 田中博康       | 領家政蔵   | （有）シルク             |
| 第28回 | 2011年5月22日  | 京都   | 1900m | ワンダーアキュート | 牡5  | JRA    | 1:53.7 | 和田竜二       | 佐藤正雄   | 山本信行                 |
| 第29回 | 2012年5月19日  | 京都   | 1900m | ソリタリーキング   | 牡5  | JRA    | 1:56.4 | 浜中俊         | 石坂正     | （有）サンデーレーシング |
| 第30回 | 2013年1月20日  | 中京   | 1800m | グレープブランデー | 牡5  | JRA    | 1:51.0 | C.ルメール     | 安田隆行   | （有）社台レースホース   |
| 第31回 | 2014年1月26日  | 中京   | 1800m | ニホンピロアワーズ | 牡7  | JRA    | 1:50.4 | 酒井学         | 大橋勇樹   | 小林百太郎               |
| 第32回 | 2015年1月25日  | 中京   | 1800m | コパノリッキー     | 牡5  | JRA    | 1:50.9 | 武豊           | 村山明     | 小林祥晃                 |
| 第33回 | 2016年1月24日  | 中京   | 1800m | アスカノロマン     | 牡5  | JRA    | 1:51.9 | 太宰啓介       | 川村禎彦   | 豊田智郎                 |
| 第34回 | 2017年1月22日  | 中京   | 1800m | グレンツェント     | 牡4  | JRA    | 1:53.2 | 横山典弘       | 加藤征弘   | （有）シルクレーシング   |
| 第35回 | 2018年1月21日  | 中京   | 1800m | テイエムジンソク   | 牡6  | JRA    | 1:51.8 | 古川吉洋       | 木原一良   | 竹園正繼                 |
| 第36回 | 2019年1月20日  | 中京   | 1800m | インティ           | 牡5  | JRA    | 1:49.8 | 武豊           | 野中賢二   | 武田茂男                 |
| 第37回 | 2020年1月26日  | 京都   | 1800m | エアアルマス       | 牡5  | JRA    | 1:50.2 | 松山弘平       | 池添学     | （株）ラッキーフィールド |
| 第38回 | 2021年1月24日  | 中京   | 1800m | オーヴェルニュ     | 牡5  | JRA    | 1:49.2 | 川田将雅       | 西村真幸   | 杉山忠国                 |
| 第39回 | 2022年1月23日  | 中京   | 1800m | スワーヴアラミス   | 牡7  | JRA    | 1:51.7 | 松田大作       | 須貝尚介   | （株）NICKS              |
| 第40回 | 2023年1月22日  | 中京   | 1800m | プロミストウォリア | 牡5  | JRA    | 1:51.2 | B.ムルザバエフ | 野中賢二   | （有）シルクレーシング   |
| 第41回 | 2024年1月21日  | 京都   | 1800m | ウィリアムバローズ | 牡6  | JRA    | 1:49.2 | 坂井瑠星       | 上村洋行   | 猪熊広次                 |
| 第42回 | 2025年7月27日  | 中京   | 1400m | ヤマニンウルス     | 牡5  | JRA    | 1:22.2 | 武豊           | 斉藤崇史   | 土井肇                   |

#### 東海ステークスの記録
レースレコード - 1:49.2（第38回優勝馬 オーヴェルニュ）

## 同名の競走
前述の通り、2000年に「ウインターステークス」が「東海ステークス」と名称変更のうえ統合されたが、1999年までは「東海ステークス」という名称の特別競走が別に中京競馬場で行われていた。
出典で確認できる1986年から1989年までは準オープンクラス（1400万下）の競走として芝で行われ、1991年よりオープンに変更後はダート1700mで行われていた。1993年は中京競馬場の改修工事によるスケジュールの都合で開催されなかった。

### 優勝馬
| 施行日        | 競馬場 | 距離        | 条件     | 優勝馬             | 性齢 | タイム | 優勝騎手 | 管理調教師 | 馬主             |
| ------------- | ------ | ----------- | -------- | ------------------ | ---- | ------ | -------- | ---------- | ---------------- |
| 1986年6月15日 | 中京   | 芝1800m     | 1400万下 | ホワイトルーパス   | 牝6  | 1:49.3 | 梅野信一 | 清田十一   | 井門敏雄         |
| 1987年7月11日 | 中京   | 芝1800m     | 1400万下 | キーストンコール   | 牡5  | 1:48.4 | 小迫次男 | 矢野照正   | 志村勝男         |
| 1988年7月9日  | 中京   | 芝1800m     | 1400万下 | タマモリック       | 牝6  | 1:47.9 | 南井克巳 | 吉永忍     | タマモ           |
| 1989年7月8日  | 中京   | 芝1800m     | 1400万下 | ホウエイソブリン   | 牡6  | 1:47.6 | 武豊     | 目野哲也   | 北川末次         |
| 1991年6月29日 | 中京   | ダート1700m | オープン | ワンモアニードユー | 牡5  | 1:44.2 | 角田晃一 | 渡辺栄     | 松井一三         |
| 1992年7月4日  | 中京   | ダート1700m | オープン | ヘイセイシルバー   | 牡4  | 1:43.5 | 安藤賢一 | 大根田裕也 | 加藤章           |
| 1994年7月3日  | 中京   | ダート1700m | オープン | プロストライン     | 牡5  | 1:45.5 | 竹原啓二 | 松山康久   | 社台レースホース |
| 1995年7月2日  | 中京   | ダート1700m | オープン | チアズアトム       | 牡6  | 1:43.5 | 本田優   | 星川薫     | 北村キヨ子       |
| 1996年6月2日  | 中京   | ダート1700m | オープン | スピードアイリス   | 牝5  | 1:45.3 | 福永祐一 | 森秀行     | 市川不動産       |
| 1997年6月8日  | 中京   | ダート1700m | オープン | エムアイブラン     | 牡5  | 1:44.8 | 小池隆生 | 伊藤修司   | 稲美豊           |
| 1998年6月14日 | 中京   | ダート1700m | オープン | パーソナリティワン | 牡4  | 1:44.3 | 徳吉孝士 | 久恒久夫   | 宗像進           |
| 1999年6月13日 | 中京   | ダート1700m | オープン | キョウトシチー     | 牡8  | 1:45.1 | 安藤勝己 | 中尾謙太郎 | 友駿ホースクラブ |